# Zakłady Mechaniki Precyzyjnej Gdańsk

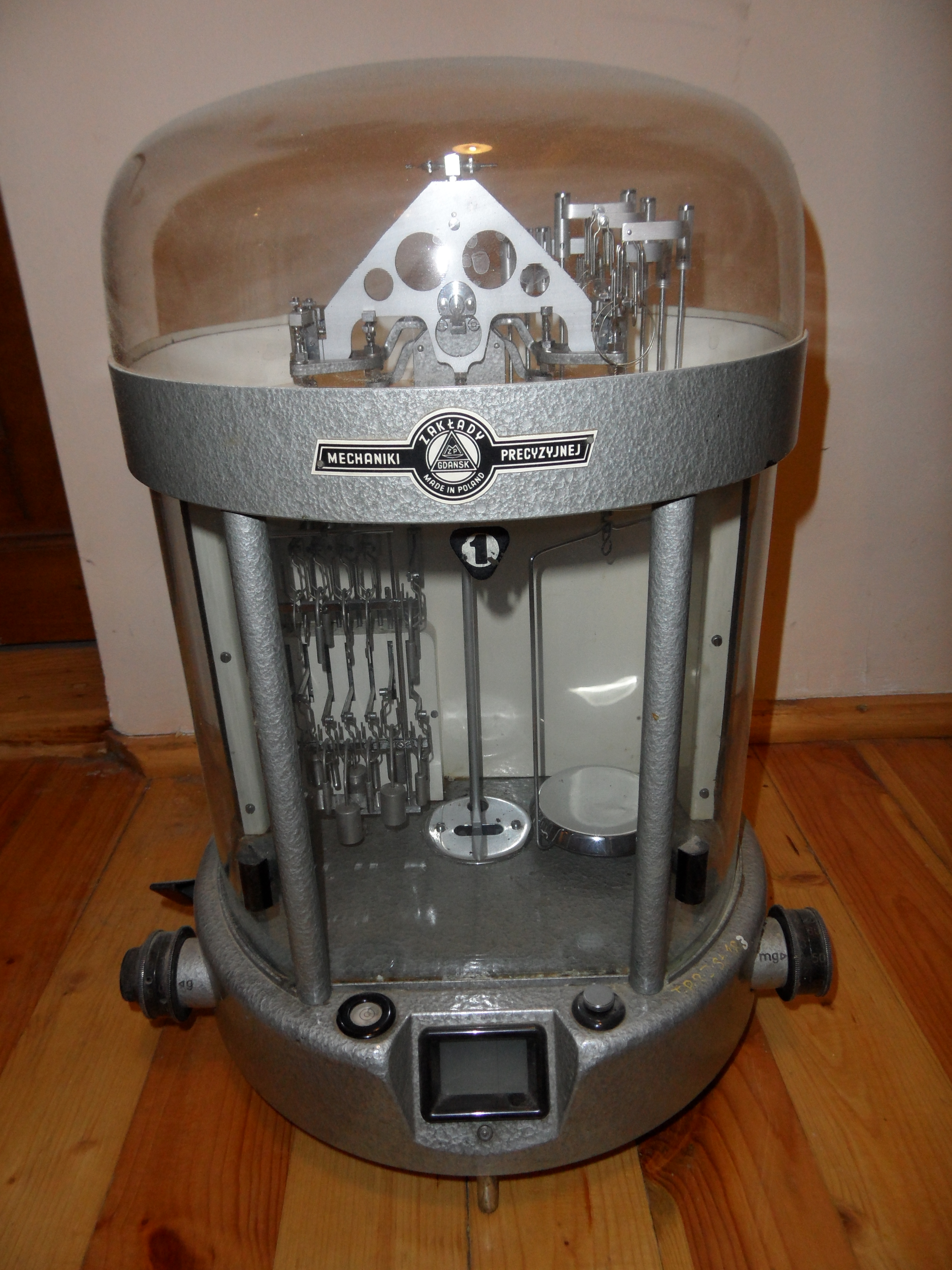
Waga analityczna z lat 50 WA-11. XX w., producent: Zakłady Mechaniki Precyzyjnej Gdańsk-Oliwa

Zakłady Mechaniki Precyzyjnej Gdańsk – gdański producent m.in. wag analitycznych i technicznych, logów, nurkowych aparatów oddechowych, maszyn dziewiarskich, kompasów magnetycznych. Zakład założony w 1952 jako spółdzielnia „Student”, zlokalizowany przy ul. Lendziona i później w nieistniejącym już budynku przy ul. Jaśkowa Dolina 5 w gdańskim Wrzeszczu. W 1954 przedsiębiorstwo przeniesiono do Oliwy na ul. Beniowskiego 5, gdzie uruchomiono produkcję cenionych w kraju i na świecie wag analitycznych o dużej dokładności. Według Dziennika Bałtyckiego w 1965 r. eksportowano 40% produkcji do 30 krajów i był to podówczas jedyny w Gdańsku (i jeden z 40 w kraju) zakład wytypowany do produkcji eksportowej. W latach 1952–1989 wcielone zostały jako ZMP „Mera-Wag” do zjednoczenia producentów maszyn matematycznych (a później cyfrowych) Mera.
Od ok. 1973 zakład rozpoczął kształcenie w ZSZ przy CKUMiE w Gdańsku przyszłych pracowników w kierunkach mechanicznych, a od 1975 również elektronicznych, które to kształcenie kontynuowano do 1991, tj. do końca cyklu edukacji rocznika 1988.
ZMP „Mera-Wag” zostały zlikwidowane pod koniec rządów Edwarda Gierka w 1980, gdy sprzedano licencję dobrze prosperującego przedsiębiorstwa do RFN, utworzywszy w to miejsce Zakłady Mechaniki Precyzyjnej „Unitra-Magmor”, produkujące elektronikę, m.in. w latach 1980. drukarki komputerowe, magnetofony szpulowe na licencji firmy Grundig, magnetofony kasetowe własnej konstrukcji, dyktafony i radiomagnetofony samochodowe.